# Rezerwat przyrody Ohnište
Rezerwat przyrody Ohnište (słow. Národná prírodná rezervácia Ohnište) – rezerwat przyrody w grupie górskiej Niżnych Tatr na Słowacji, w granicach Parku Narodowego Niżne Tatry. Na terenie rezerwatu obowiązuje 5. (w pięciostopniowej skali) stopień ochrony.

## Położenie
Rezerwat znajduje się w centralnej części Niżnych Tatr, w jednostce zwanej Demänovské vrchy. Obejmuje większość rozległego masywu Ohnišťa (1538 m n.p.m.) oraz południową część masywu Slemä, pomiędzy dolinami: Bocianską na wschodzie i Jánską na zachodzie. Leży w granicach katastralnych wsi Liptowski Jan i Liptowski Gródek w powiecie Liptowski Mikułasz w kraju żylińskim. Na północnym zachodzie graniczy z rezerwatem przyrody Jánska dolina.

## Historia
Rezerwat został powołany w 1973 r. rozporządzeniem Ministerstwa Kultury Słowackiej Republiki Socjalistycznej nr 2770/1973 z dnia 24 kwietnia 1973 r. Strefy ochronnej rezerwatu nie utworzono.

## Charakterystyka
Rezerwat obejmuje rozległy, znacznie rozczłonkowany masyw górski, zbudowany z dolomitów i wapieni środkowego triasu. W szczycie Ohnišťa sięga on wysokości 1538 m n.p.m. Charakterystyczna dla rezerwatu jest bardzo bogata rzeźba terenu, obejmująca strome zbocza, przepaściste dolinki rozdzielane skalnymi grzędami, wznoszące się piętrowo skalne ściany, ambony i samotne turniczki, tworzące się u ich stóp piargi i usypiska, a także skalne „Okno”, będące największym takim obiektem w słowackich górach. Kontrastuje z nimi wyrównany płaskowyż szczytowy Ohnišťa. Cały masyw bogaty jest w zjawiska krasowe, obejmujące zarówno elementy krasu powierzchniowego (leje krasowe, fragmenty lapiazu) jak i podziemnego (liczne jaskinie krasowe, głównie o rozwinięciu pionowym).
Znaczna rozpiętość wysokościowa terenu rezerwatu (ok. 600 m) wraz z wymienionym wyżej bogactwem form jego reliefu, zróżnicowaniem ekspozycji, a co za tym idzie warunków mikroklimatycznych, decydują o dużym zróżnicowaniu zbiorowisk roślinnych i stwarzają szeroką gamę biotopów dla bogatej w gatunki fauny. Ze względu na budujące go skały masyw Ohnišťa jest miejscem występowania dużej liczby gatunków uzależnionych od zasadowego podłoża lub przynajmniej wapieniolubnych.

## Flora
Zbiorowiskami roślinnymi zajmującymi największą część rezerwatu są lasy o różnym charakterze i złożeniu gatunkowym, przy czym w najtrudniej dostępnych fragmentach rezerwatu, na stromych stokach, w urwistych dolinkach czy na skalnych półkach są to drzewostany o charakterze pierwotnym. Ślady ingerencji człowieka znajdziemy w niżej położonych oddziałach leśnych, a także na obrzeżach polany na szczytowym płaskowyżu, która przez długi czas była wypasana. Buk występuje głównie w najniższych położeniach.
W pasie górnej granicy jego występowania pojawia się mieszany las bukowo-świerkowy, ale pojedyncze buki spotykane są do wysokości prawie 1300 m n.p.m. Pas górnego regla, sięgający aż po najwyższe punkty rezerwatu, tworzą drzewostany świerkowe, w których do wysokości 1400 m n.p.m. świerkowi towarzyszy czasem modrzew. Dość licznie reprezentowane są lasy świerkowo-jodłowe z domieszką jawora, występujące na wilgotnych, skalistych usypiskach o północnej wystawie. Gatunkami rosnącymi tu w podszycie są jarząb pospolity górski (Sorbus aucuparia subsp. glabrata (Wimm. et Grab.)), jarząb nieszpułkowy, róża alpejska, porzeczka skalna, wierzba śląska, wiciokrzew czarny. Dno zarastają głównie wysokie paprocie i inne rośliny, wskazujące na wysoki poziom humusu i azotu w glebie, jak paprotnik kolczysty czy parzydło leśne, a także kosmatka olbrzymia i bniec czerwony. Poza tym rosną tu fiołek dwukwiatowy, bodziszek leśny, złocień okrągłolistny czy pospolity kuklik zwisły, a z gatunków typowych dla wapiennego podłoża paprotnik ostry. W miejscach o dostatecznej ilości wilgoci, w północnych dolinkach, rośnie zarzyczka górska, a w ziołoroślach miłosna górska, ciemięrzyca zielona, omieg górski i starzec górski.
W wyższych położeniach i na cieplejszych stanowiskach grupy drzew wkraczają między skałki i piargi. W tych bardziej naświetlonych miejscach rosną m.in. obuwik pospolity, złocień baldachogroniasty (Tanacetum corymbosum (L.) Sch. Bip.), pierwiosnek wyniosły, jaskier platanolistny, urdzik karpacki, wapieniolubny oset siny czy lebiodka pospolita, a w niższych położeniach miodownik melisowaty, rzadka pluskwica europejska i subendemit karpacki tojad mołdawski.
Na górskich łąkach i upłazkach, stromych i kamienistych, wykształciły się zespoły seslerii skalnej i turzycy zawsze zielonej, w których spotkamy takie gatunki, jak charakterystyczna dla nich, rzadka sasanka słowacka, goździk lśniący (endemit zachodniokarpacki), goryczka krótkołodygowa, pierwiosnek łyszczak, len karpacki, mącznica lekarska, owsica spłaszczona, aster alpejski, dość rzadka cieciorka pochewkowata, a na kamiennych osypiskach mokrzyca Kitaibela.
Na najwyższych stanowiskach, na skałach powyżej 1450 m n.p.m., w zespole z dominującą turzycą mocną i dębikiem ośmiopłatkowym, znajdziemy inne gatunki górskie, jak jaskier alpejski, naradka mlecznobiała i włosista, skalnica tatrzańska (endemit zachodniokarpacki), a w wilgotniejszych miejscach również skalnica nakrapiana i niebielistka trwała.
W rzadkich, rozrzuconych zespołach seslerii skalnej i kostrzewy tatrzańskiej rośnie szarotka alpejska – skały Ohnišťa są miejscem jej najobfitszego występowania w Niżnych Tatrach. Wśród kęp kostrzewy pstrej rosną wiechlina alpejska, turzyca ptasie łapki, przetacznik krzewinkowy, driakiew lśniąca, tłustosz alpejski i stokrotnica górska, a w zacienionych szczelinach skalnych - niewielka paproć zanokcica zielona.

## Fauna
Na terenie rezerwatu spotykane są wszystkie trzy największe drapieżniki Słowacji: niedźwiedź, wilk i ryś. W skałach Ohnišťa gnieżdżą się m.in. orlik krzykliwy, kruk i puchacz, a w świerkowych lasach m.in. drozd obrożny, dzięcioł czarny i rzadkie sowy: włochatka zwyczajna i sóweczka. Wystawione ku południu skalne ściany, przecinane licznymi trawiastymi tarasami, są terenem gniazdowania najliczniejszej w Niżnych Tatrach kolonii jaskółki oknówki. Z rzadkich gatunków owadów występuje tu jeszcze – generalnie coraz rzadszy w skali Karpat – motyl niepylak apollo.

## Cel ochrony
Celem funkcjonowania rezerwatu jest ochrona interesujących formacji geomorfologicznych, różnorodnych zjawisk krasowych, rozległych kompleksów leśnych o charakterze pierwotnym, cennych z punktu widzenia nauki gatunków flory i fauny oraz ich zespołów rozwiniętych na dolomitowo-wapiennym podłożu.